# Spiritchaser
Spiritchaser é o sétimo álbum de estúdio da banda Dead Can Dance, lançado em junho de 1996, antes de Brendan Perry e Lisa Gerrard se separarem. O disco explorou a world music e, assim como Into the Labyrinth, foi gravado em Quivvy Church, o estúdio pessoal de Perry na Irlanda.
A faixa "Indus" contém uma melodia bastante similar à de "Within You Without You," uma canção de The Beatles que George Harrison compôs com músicos da Índia. Embora tal não fosse propositado, foi solicitado a Perry e Gerrard que contactassem Harrisson e pedissem a sua autorização para a usar; ele a concedeu, mas a companhia discográfica insistiu que eles lhe dessem crédito parcial pela composição.

## Faixas
1. "Nierika" – 5:44
2. "Song of the Stars" – 10:13
3. "Indus" – 9:23
4. "Song of the Dispossessed" – 4:55
5. "Dedicacé Outò" – 1:14
6. "The Snake and the Moon" – 6:11
7. "Song of the Nile" – 8:00
8. "Devorzhum" – 6:13